# Maximilian Vollmar

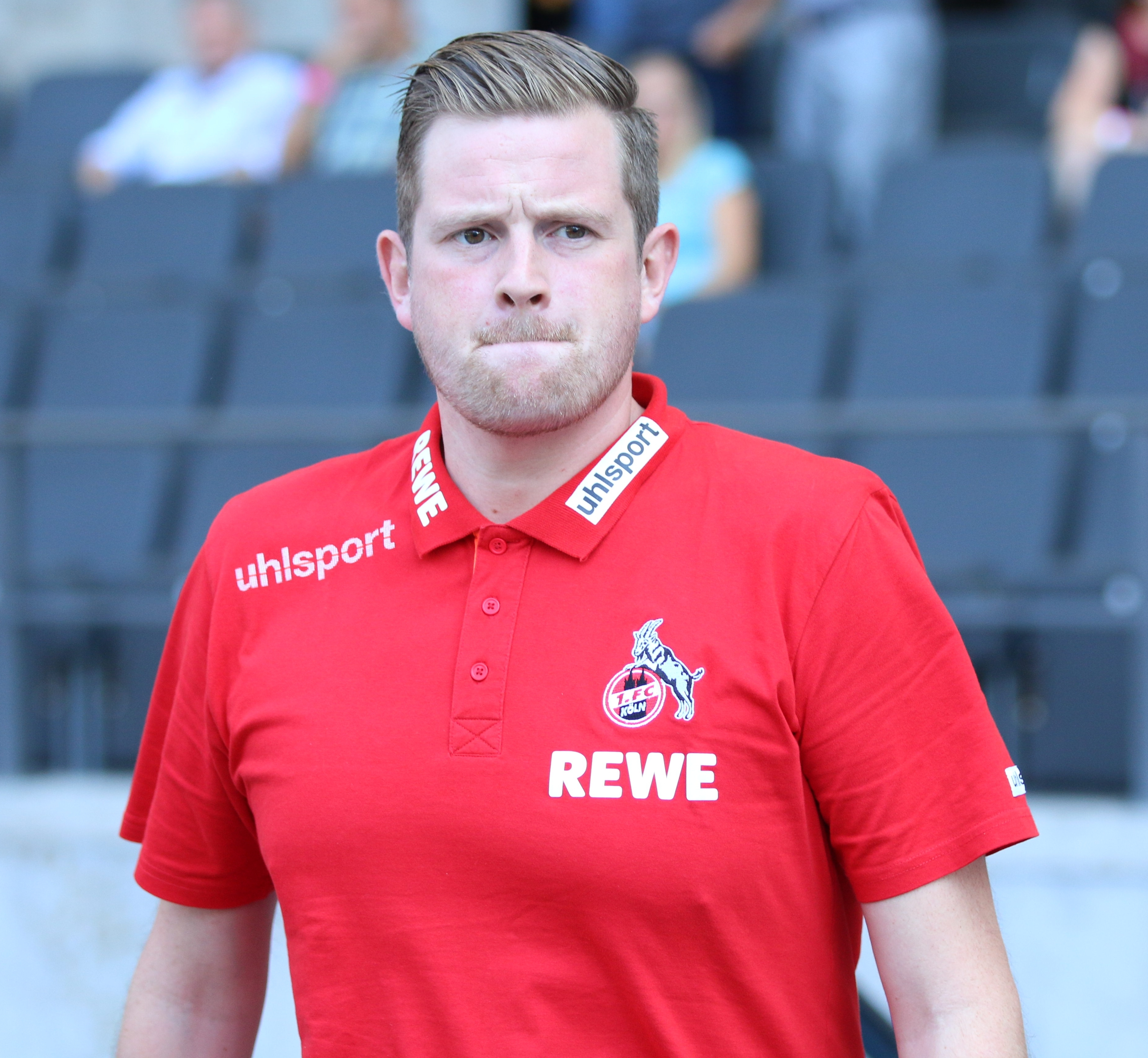
Maximilian Vollmar (2018)

Maximilian Vollmar (* 13. Oktober 1985 in Bonn) ist ein deutscher Schauspieler und Fußballmanager.
Maximilian Vollmar besuchte in Bonn zunächst das Collegium Josephinum, bevor er 2004 am Ernst-Moritz-Arndt-Gymnasium das Abitur machte. Anschließend studierte er zwei Jahre an der Universität Maastricht International Business Economics und International Business und danach Sport & Event Management an der BiTS. Von 2011 bis 2019 war er Mannschaftsbetreuer der Lizenzspieler des 1. FC Köln. In der Saison 2019/20 wechselte Vollmar als Teammanager zur TSG 1899 Hoffenheim. Von Juli 2023 bis Juli 2025 hatte er in Hoffenheim die Leitung der Lizenzspielerabteilung inne.

## Filmografie
- 1999: Travestis en Manhattan – A Manhattan Love Story, Kinofilm
- 2001: St. Angela – Episode 9.5, Episodenhauptrolle, TV
- 2001: Alles Atze – Der Flipperkönig, Episodenhauptrolle, TV
- 2002: Stratosphere Girl, Kinofilm
- 2004: Boiling Points, TV
- 2007: Ahornallee als Lukas Eichhoff, TV
- 2008: Die Welle als Bomber, Kinofilm
- 2008: Astra Hardcore als Schütte, Werbefilm Filmakademie Baden-Württemberg
- 2008: Klaus als Klaus, Kurzfilm Filmakademie Baden-Württemberg
- 2010: Topper gibt nicht auf, 3D-Kurzfilm HFF Konrad Wolf

## Theater
- 1999: Jan, mein Freund, Junges Theater Bonn
- 2000: Crazy, Junges Theater Bonn
- 2003: Jagdszenen aus Niederbayern, Theater Bonn